# Euchrysops migiurtiniensis
Euchrysops migiurtiniensis is een vlinder uit de familie van de Lycaenidae. De wetenschappelijke naam van de soort is voor het eerst geldig gepubliceerd in 1946 door Stempffer.